# Santa Tereza do Oeste
Santa Tereza do Oeste is een gemeente in de Braziliaanse deelstaat Paraná. De gemeente telt 9.320 inwoners (schatting 2009).